# Cuartel de Santa Engracia
El cuartel de Santa Engracia fue un edificio de la ciudad española de Zaragoza, ya desaparecido.

## Descripción
El edificio se encontraba en el interior de la ciudad española de Zaragoza, en las inmediaciones de la puerta de Santa Engracia. Antes de destinarse a cuartel, fue propiedad de monjes jerónimos. Tras el reacondicionamiento del convento, la iglesia, adosada a la estructura del ahora cuartel,  se mantuvo con fines religiosos.
Aparece descrito en la Guía de Zaragoza (1860) de Vicente Andrés con las siguientes palabras:

Cuartel de Santa Engracia.—Este cuartel, despues de haber servido de asilo á los monges gerónimos, sufrió varias reformas interiores para llegar al estado que ahora ofrece. Colocado en el interior de la ciudad, próximo al Coso é inmediato á la puerta de Santa Engracia, reune las mejores condiciones de los de su clase y puede hospedar la fuerza de un regimiento. Se compone de tres pisos, destinados para dormitorios y demas oficinas propias del establecimiento, con varios grandes patios interiores, y un fuerte ó bateria llamada de Santa Engracia, situado sobre el Huerva.
(Andrés, 1860, pp. 234-235)

## Historia
Con los daños en el convento jerónimo durante los sitios de Zaragoza, el estallido de la primera guerra carlista en 1833 y la desamortización de bienes de la Iglesia en 1835, el complejo del antiguo convento fue destinado a actividades militares.
Fue usado por el ejército para múltiples funciones, incluyendo como cuartel de infantería para la Milicia Nacional, nuevo cuerpo militar liberal urbano. Por su posición extramuros junto a una de las puertas, fue uno de los pocos puntos tomados por los carlistas durante su intento de tomar la ciudad en 1838, donde capturaron al destacamento de la Milicia Nacional zaragozana. Por ello desde 1838 fue usado también como academia militar y sede de la Compañía de Distinguidos de Aragón, para asegurar la dotación de una batería de artillería junto al río Huerva. Con el final de la primera guerra carlista, el colegio y la compañía fueron clausurados y el emplazamiento usado como nueva sede de la Capitanía General de Aragón.
Perdió sus funciones marciales en 1908, dentro de las operaciones urbanísticas de la Exposición Hispano-Francesa de 1908 que buscaban acabar la urbanización de lo que actualmente es el entorno del Paseo Independencia. El cuartel no sería sin embargo derribado hasta años después.